# Thézy-Glimont
Thézy-Glimont est une commune française située dans le département de la Somme, en région Hauts-de-France.

## Géographie

### Localisation
Thézy-Glimont est un village picard de l'Amiénois.
À vol d'oiseau, la localité est située à 6 km au nord-ouest de Moreuil, 8 km au nord-est d'Ailly-sur-Noye, 9 km au sud-ouest de Villers-Bretonneux, 12 km au sud-ouest de Corbie, 13 km au sud-est d'Amiens, 48 km au nord-est de Beauvais.
Le territoire de la commune est limitrophe de ceux de six communes.
Les communes limitrophes sont Boves, Berteaucourt-lès-Thennes, Fouencamps, Gentelles, Hailles et Thennes.

### Hydrographie

#### Réseau hydrographique
La commune est située dans le bassin Artois-Picardie. Elle est drainée par l'Avre et la Luce.
L'Avre, d'une longueur de 66 km, prend sa source dans la commune de Amy, à 81 m d'altitude, et se jette  dans la Somme à Longueau, à 24 m d'altitude, après avoir traversé 31 communes. Les caractéristiques hydrologiques de l'Avre sont données par la station hydrologique située sur la commune. Le débit moyen mensuel est de 2,15 m3/s. Le débit moyen journalier maximum est de 10,1 m3/s, atteint lors de la crue du 11 juillet 2001. Le débit instantané maximal est quant à lui de 10,2 m3/s, atteint le même jour.
La Luce, d'une longueur de 18 km, prend sa source dans la commune de Caix et se jette  dans l'Avre à Thennes, après avoir traversé 13 communes.
Les marais et la vallée de l'Avre caractérisent l'environnement local et son intérêt paysager. Cette partie du territoire est classée Zone Natura 2000 des « tourbières et marais de l'Avre » (code R2200359).

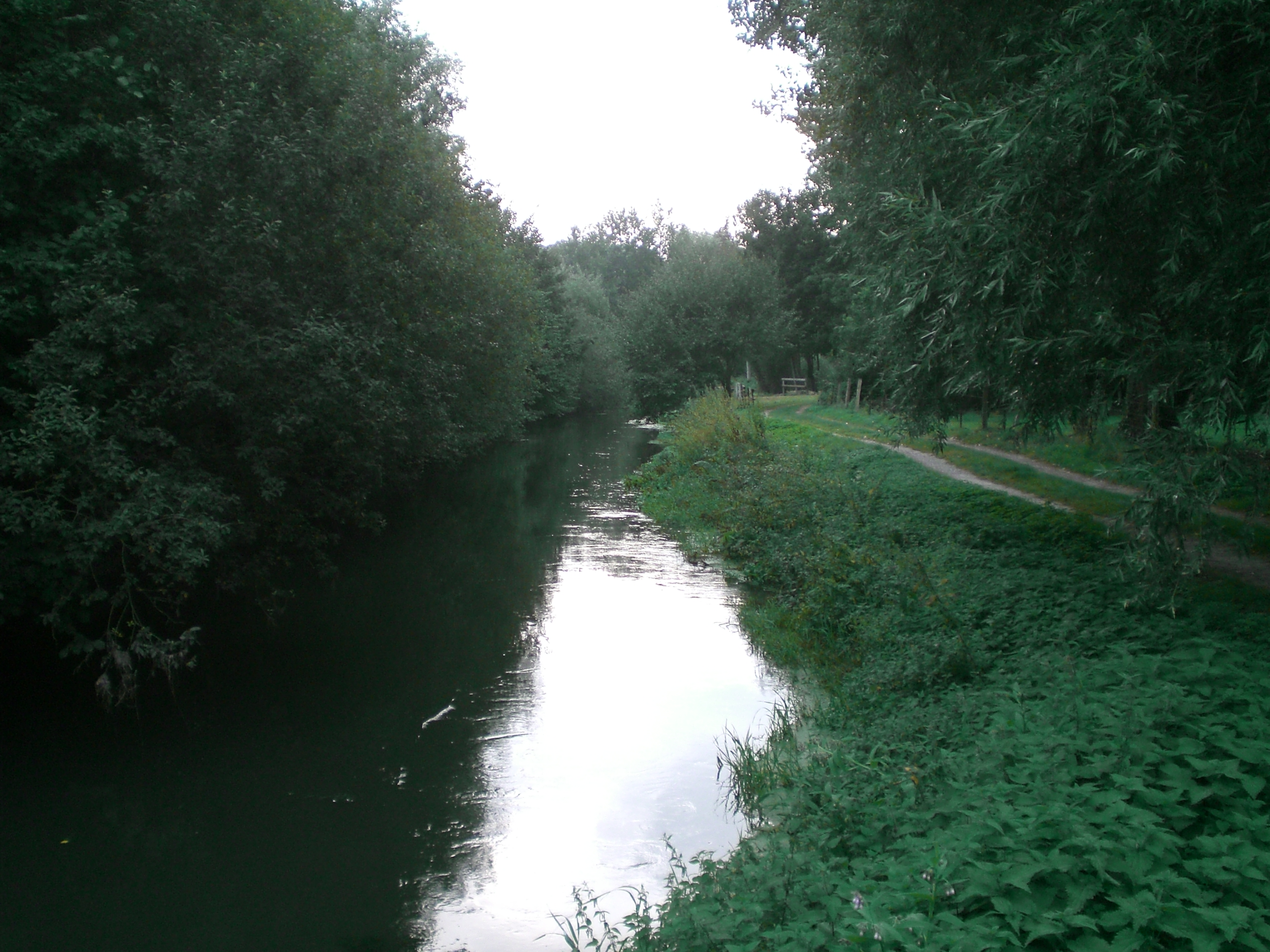
L'Avre
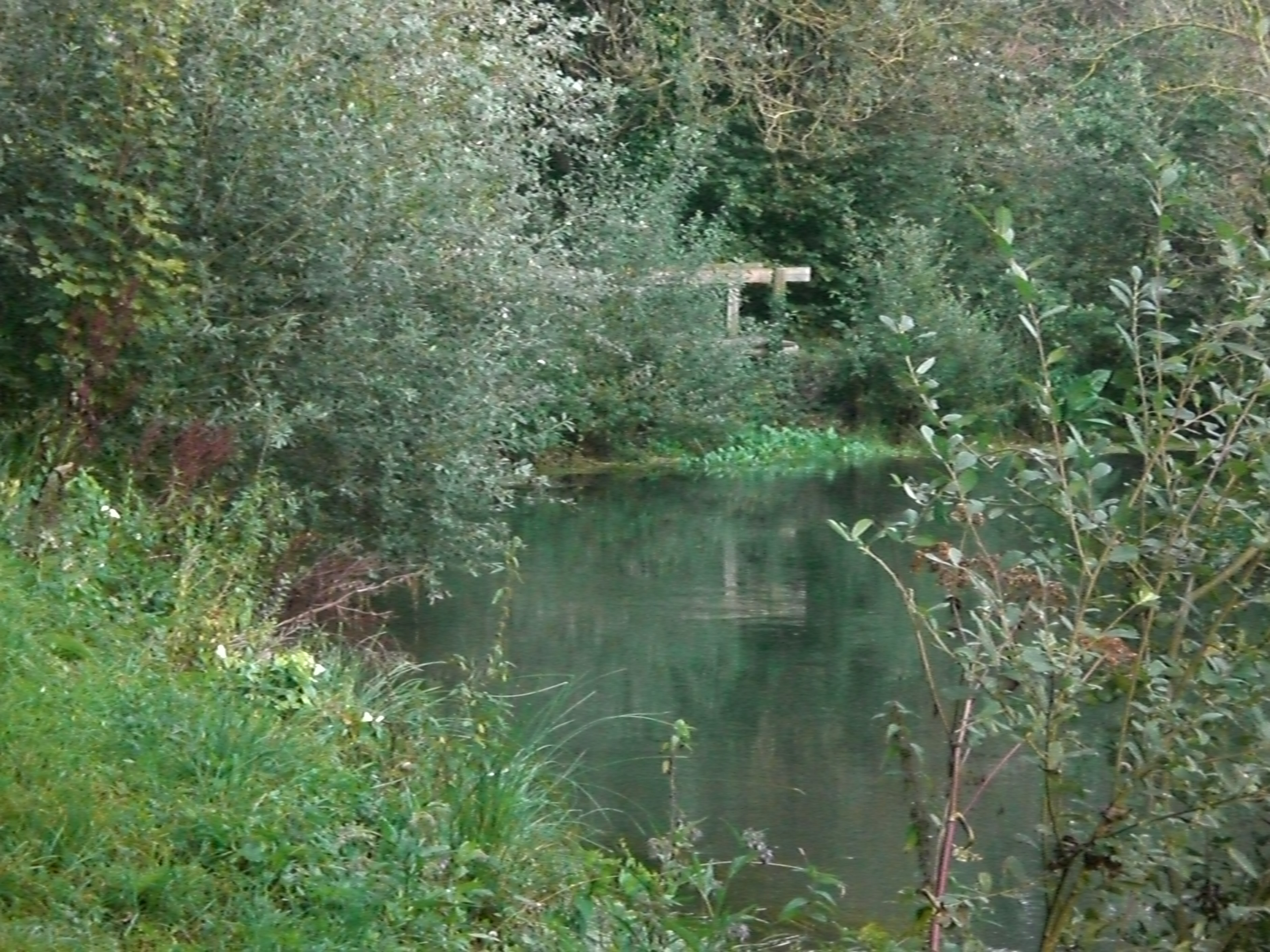
L'Avre et  la Luce à leur confluent

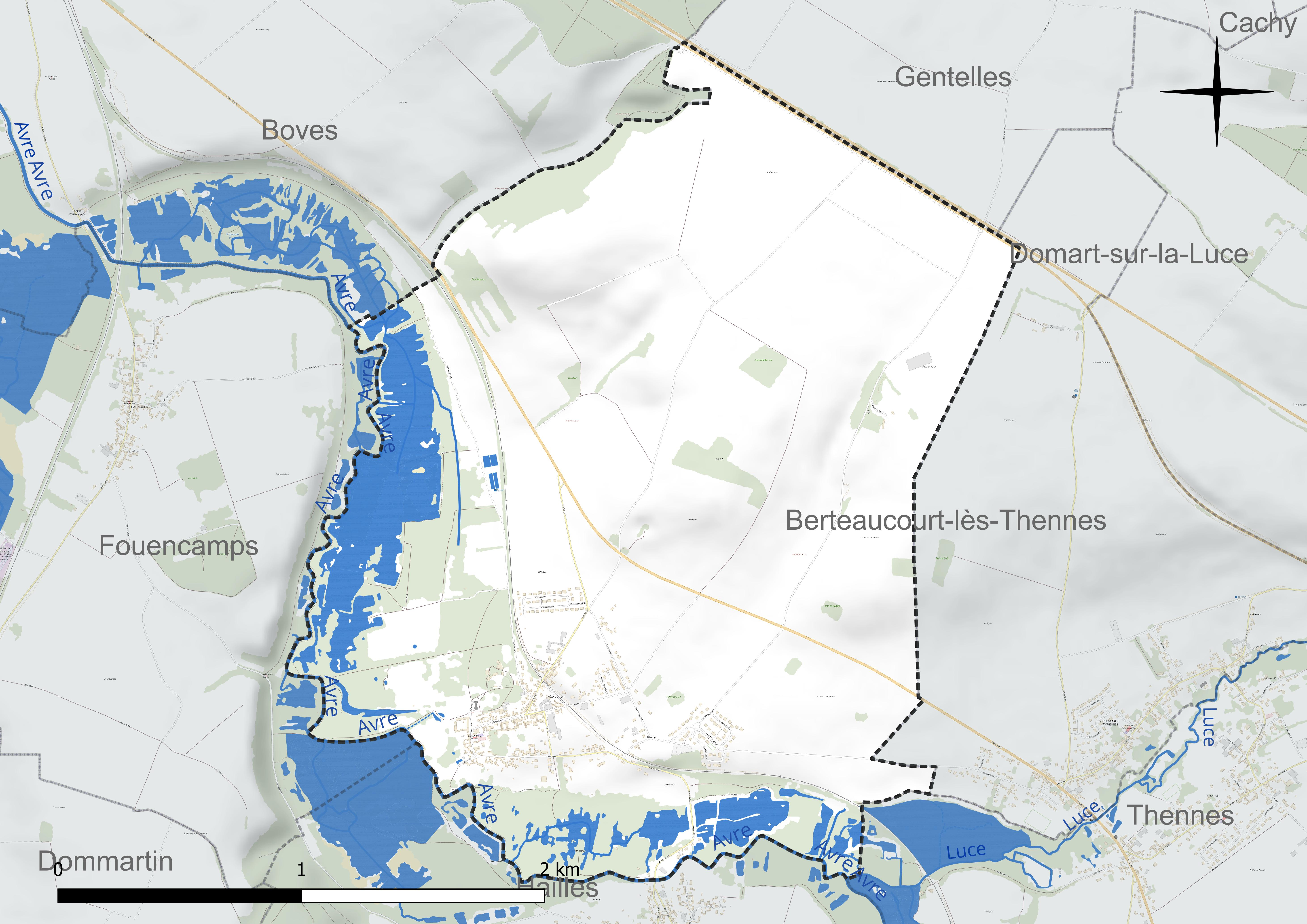
Réseau hydrographique de Thézy-Glimont.

#### Gestion et qualité des eaux
Le territoire communal est couvert par le schéma d'aménagement et de gestion des eaux (SAGE) « Somme aval et Cours d'eau côtiers ». Ce document de planification concerne un territoire de 1 835 km2 de superficie, délimité par le bassin versant de la Somme canalisée. Le périmètre a été arrêté le 29 avril 2010 et le SAGE proprement dit a été approuvé le 6 août 2019. La structure porteuse de l'élaboration et de la mise en œuvre est le syndicat mixte d'aménagement hydraulique du bassin versant de la Somme (AMEVA).
La qualité des cours d'eau peut être consultée sur un site dédié géré par les agences de l'eau et l'Agence française pour la biodiversité.

### Climat
Pour des articles plus généraux, voir Climat des Hauts-de-France et Climat de la Somme.
En 2010, le climat de la commune est de type climat océanique dégradé des plaines du Centre et du Nord, selon une étude du CNRS s'appuyant sur une série de données couvrant la période 1971-2000. En 2020, Météo-France publie une typologie des climats de la France métropolitaine dans laquelle la commune est exposée à un climat océanique et est dans la région climatique Nord-est du bassin Parisien, caractérisée par un ensoleillement médiocre, une pluviométrie moyenne régulièrement répartie au cours de l'année et un hiver froid (3 °C).
Pour la période 1971-2000, la température annuelle moyenne est de 10,6 °C, avec une amplitude thermique annuelle de 14,2 °C. Le cumul annuel moyen de précipitations est de 674 mm, avec 11,2 jours de précipitations en janvier et 8,5 jours en juillet. Pour la période 1991-2020, la température moyenne annuelle observée sur la station météorologique la plus proche, située sur la commune de Glisy à 8 km à vol d'oiseau, est de 11,1 °C et le cumul annuel moyen de précipitations est de 646,6 mm,. Pour l'avenir, les paramètres climatiques de la commune estimés pour 2050 selon différents scénarios d'émission de gaz à effet de serre sont consultables sur un site dédié publié par Météo-France en novembre 2022.

### Transports en commun
Une voie ferrée, reliant Ligne d'Ormoy-Villers à Boves, passe sur le territoire communal. La gare de Thézy-Glimont, desservie par des trains TER Hauts-de-France qui effectuent des missions entre les gares d'Amiens et de Compiègne, est équipée d'un parking gratuit et d'un parc à vélos non couvert.
En 2019, la localité est desservie par les autocars du réseau inter-urbain Trans'80, Hauts-de-France (ligne no 60, Davenescourt - Moreuil - Amiens).
Le réseau AMETIS dessert également le village via son service RESAGO, ligne R61 de transport à la demande.

## Urbanisme

### Typologie
Au 1er janvier 2024, Thézy-Glimont est catégorisée bourg rural, selon la nouvelle grille communale de densité à sept niveaux définie par l'Insee en 2022.
Elle est située hors unité urbaine. Par ailleurs la commune fait partie de l'aire d'attraction d'Amiens, dont elle est une commune de la couronne,. Cette aire, qui regroupe 369 communes, est catégorisée dans les aires de 200 000 à moins de 700 000 habitants,.

### Occupation des sols
L'occupation des sols de la commune, telle qu'elle ressort de la base de données européenne d'occupation biophysique des sols Corine Land Cover (CLC), est marquée par l'importance des territoires agricoles (70,5 % en 2018), en diminution par rapport à 1990 (72,5 %). La répartition détaillée en 2018 est la suivante : 
terres arables (70,5 %), zones urbanisées (10,7 %), forêts (7,4 %), eaux continentales (7,4 %), zones humides intérieures (4 %). L'évolution de l'occupation des sols de la commune et de ses infrastructures peut être observée sur les différentes représentations cartographiques du territoire : la carte de Cassini (XVIIIe siècle), la carte d'état-major (1820-1866) et les cartes ou photos aériennes de l'IGN pour la période actuelle (1950 à aujourd'hui).

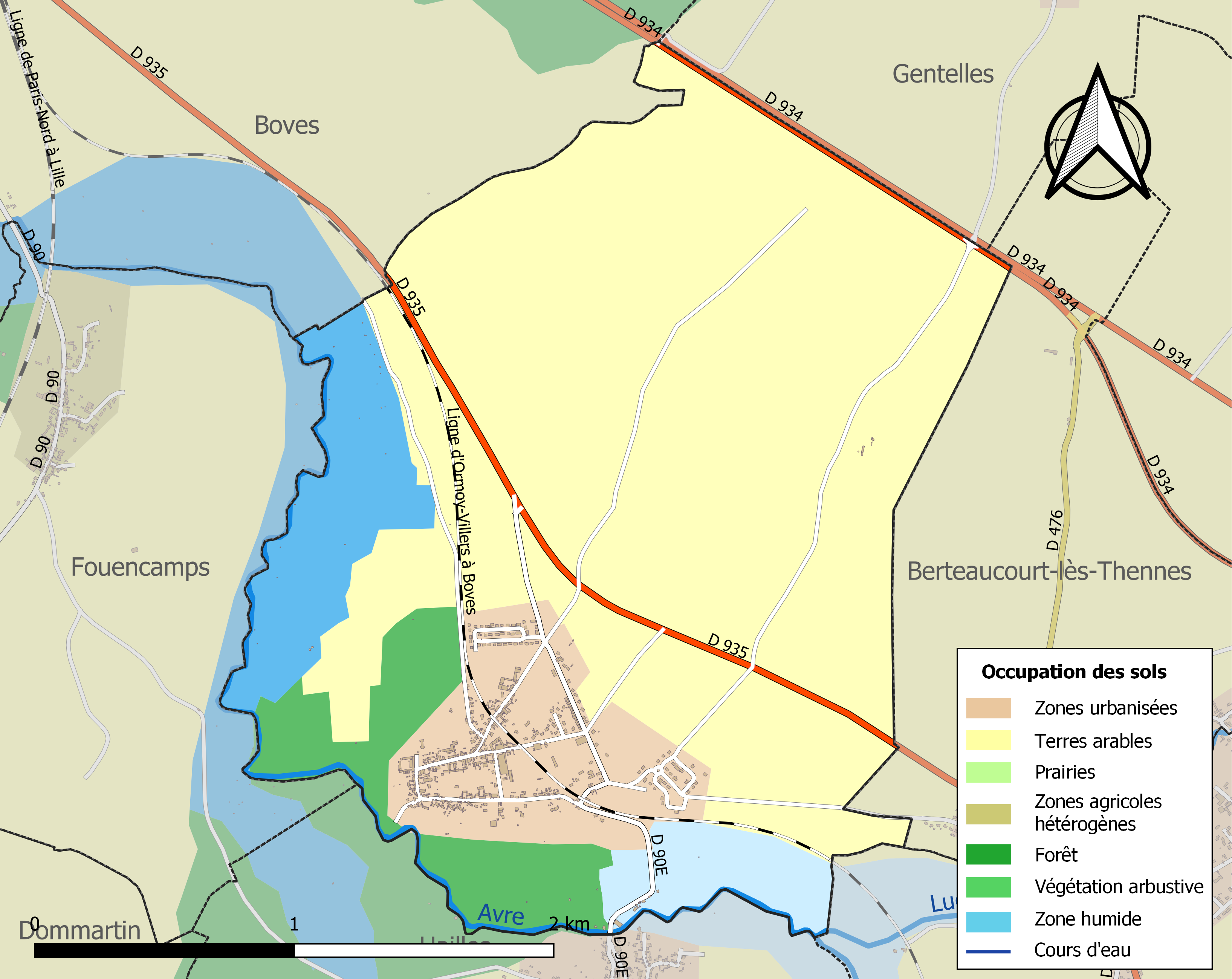
Carte des infrastructures et de l'occupation des sols de la commune en 2018 (CLC).

### Réseau routier
La route départementale 935 (RD 935) passe près du village.

## Toponymie
Thézy est attesté sous les formes latinisées, Gall. Christ., en 662 : Taceacum. Taisiacum est relevé en 1235 dans le cartulaire du Paraclet. On trouve ensuite Taisy en 1233 par dom Grenier, Taziacum par le père Daire pour aboutir à la forme actuelle en 1852 (Annales),.
Glimont est attesté sous les formes Glismont (1220) ; Glysmont (1226) ; Glimont (1239) ; Glymont (1295) ; Glismoin (1648) ; Englimont (1761),.

## Histoire

### Seigneurie
Jean de Bainsvillers est relevé comme premier seigneur de Thézy. Dépendants de l'abbé de Corbie, les chartreux de Mont-Renaud en deviendront seigneurs du temps de Philippe le Bel. Ils céderont le village aux chartreux d'Abbeville. La seigneurie passera ensuite à Philippe de Sacquespée, « gentilhomme devant Henri IV », qui prendra le nom de Thézy. Un de ses descendants, René de Thézy, se rend célèbre en survivant à  quatorze blessures reçues au combat et en finissant son existence à un âge avancé dans son château. Le dernier descendant des Sacquespée finira ses jours au début de la Révolution.

### L'extraction de la tourbe
Dès 1313, l'exploitation de la tourbe est en œuvre dans les marais. L'autorisation a été accordée par Isabelle, reine d'Angleterre et comtesse du Ponthieu.

## Politique et administration
| Période                                  | Période                       | Identité         | Étiquette | Qualité                                                                            |
| ---------------------------------------- | ----------------------------- | ---------------- | --------- | ---------------------------------------------------------------------------------- |
| Les données manquantes sont à compléter. |                               |                  |           |                                                                                    |
| juin 1995                                | En cours (au 17 janvier 2021) | Patrick Desseaux | NC        | Vice-président de la CA Amiens Métropole (2014 → ) Réélu pour le mandat 2020-2026, |

## Population et société

### Démographie
L'évolution du nombre d'habitants est connue à travers les recensements de la population effectués dans la commune depuis 1793. Pour les communes de moins de 10 000 habitants, une enquête de recensement portant sur toute la population est réalisée tous les cinq ans, les populations de référence des années intermédiaires étant quant à elles estimées par interpolation ou extrapolation. Pour la commune, le premier recensement exhaustif entrant dans le cadre du nouveau dispositif a été réalisé en 2007.

En 2022, la commune comptait 666 habitants, en évolution de +6,9 % par rapport à 2016 (Somme : −1,26 %, France hors Mayotte : +2,11 %).
| 1793 | 1800 | 1806 | 1821 | 1831 | 1836 | 1841 | 1846 | 1851 |
| ---- | ---- | ---- | ---- | ---- | ---- | ---- | ---- | ---- |
| 403  | 414  | 503  | 441  | 447  | 472  | 484  | 500  | 511  |

| 1856 | 1861 | 1866 | 1872 | 1876 | 1881 | 1886 | 1891 | 1896 |
| ---- | ---- | ---- | ---- | ---- | ---- | ---- | ---- | ---- |
| 467  | 469  | 475  | 437  | 442  | 445  | 429  | 411  | 391  |

| 1901 | 1906 | 1911 | 1921 | 1926 | 1931 | 1936 | 1946 | 1954 |
| ---- | ---- | ---- | ---- | ---- | ---- | ---- | ---- | ---- |
| 366  | 382  | 376  | 276  | 275  | 316  | 337  | 350  | 317  |

| 1962 | 1968 | 1975 | 1982 | 1990 | 1999 | 2006 | 2007 | 2012 |
| ---- | ---- | ---- | ---- | ---- | ---- | ---- | ---- | ---- |
| 327  | 301  | 363  | 400  | 457  | 419  | 447  | 451  | 509  |

| 2017 | 2022 | - | - | - | - | - | - | - |
| ---- | ---- | - | - | - | - | - | - | - |
| 662  | 666  | - | - | - | - | - | - | - |

La croissance démographique observée dans les années 2010 est favorisée par la construction sur cette période d'une centaine de nouveaux logements occupés par de nombreux jeunes couples ainsi que leurs enfants.

### Enseignement
Les enfants de la commune sont scolarisés au sein d'un regroupement pédagogique intercommunal (R.P.I) avec la commune de Hailles.
En 2021, l'école de Thézy-Glimont compte quatre classes, et une cinquième est prévue à la rentrée 2021 grâce à la croissance démographique de la commune
Une cantine et une garderie complètent le service.

### Petite enfance
La création d'une crèche pouvant accueillir dix jeunes enfants est prévue à la rentrée 2021.

### Manifestations culturelles et festivités
Le festival Thézy en Jaz, dont la cinquième édition a eu lieu le 29 septembre 2019, anime le village. Il est centré dans le café-atelier « Couleurs d'Antan », racheté par la commune à sa fermeture et confié en 2014 à l'artiste décoratrice Cathy Descamps,.

## Culture locale et patrimoine

### Lieux et monuments

#### Monuments religieux
- Église Saint-Médard de 1830.
- Chapelle castrale. La chapelle primitive de 1771 a été reconstruite en style gothique[38].

#### Château
Le Château de Boury du XVIIIe siècle possède deux façades reliées par un fronton triangulaire. Une avancée à trois pans complète l'édifice à l'est.

#### Monuments commémoratifs
- Monument à Éloi Morel, inventeur du louchet à tourbe[39].
- Monument aux morts réalisé par le sculpteur Valentin Molliens.

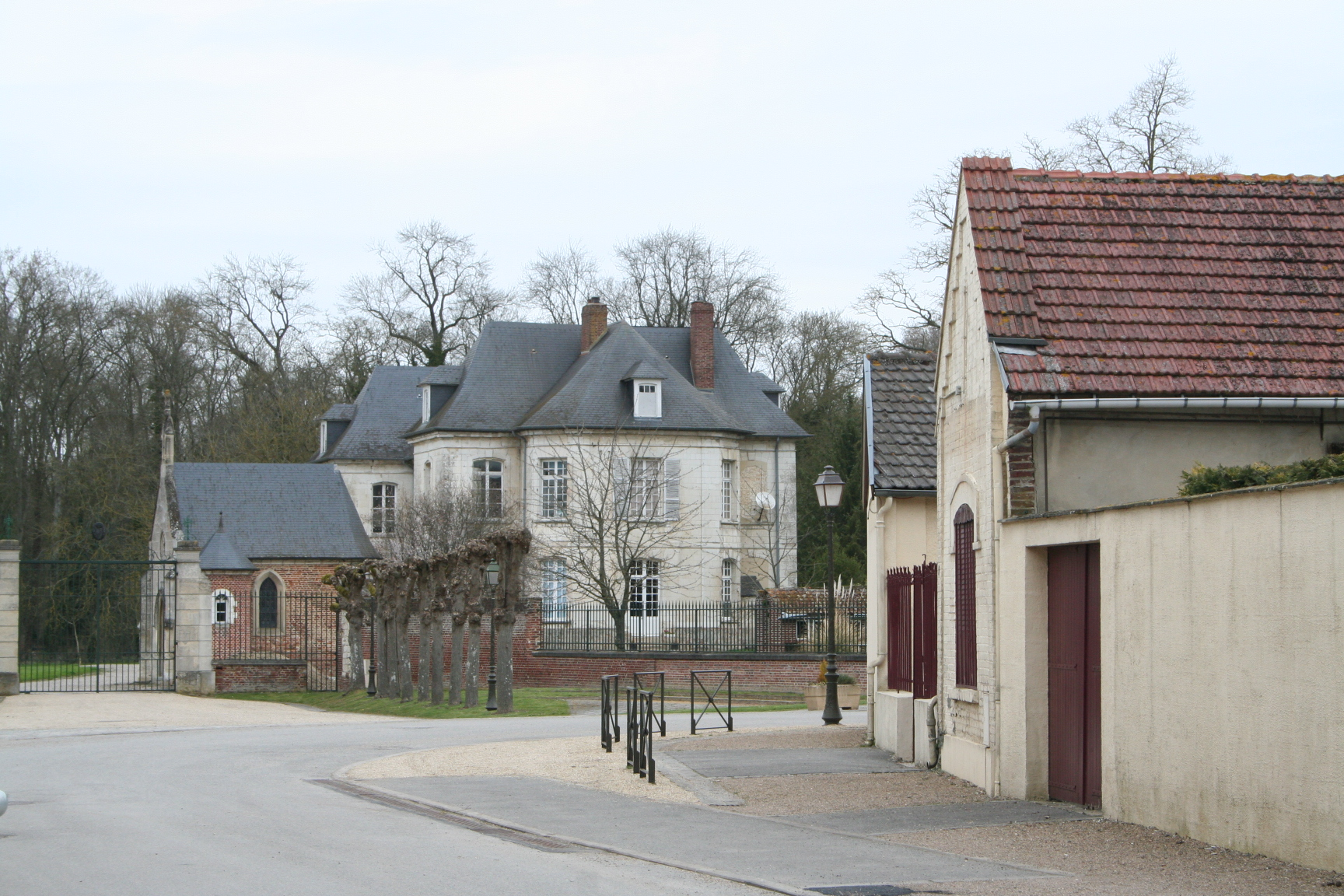
Le château.
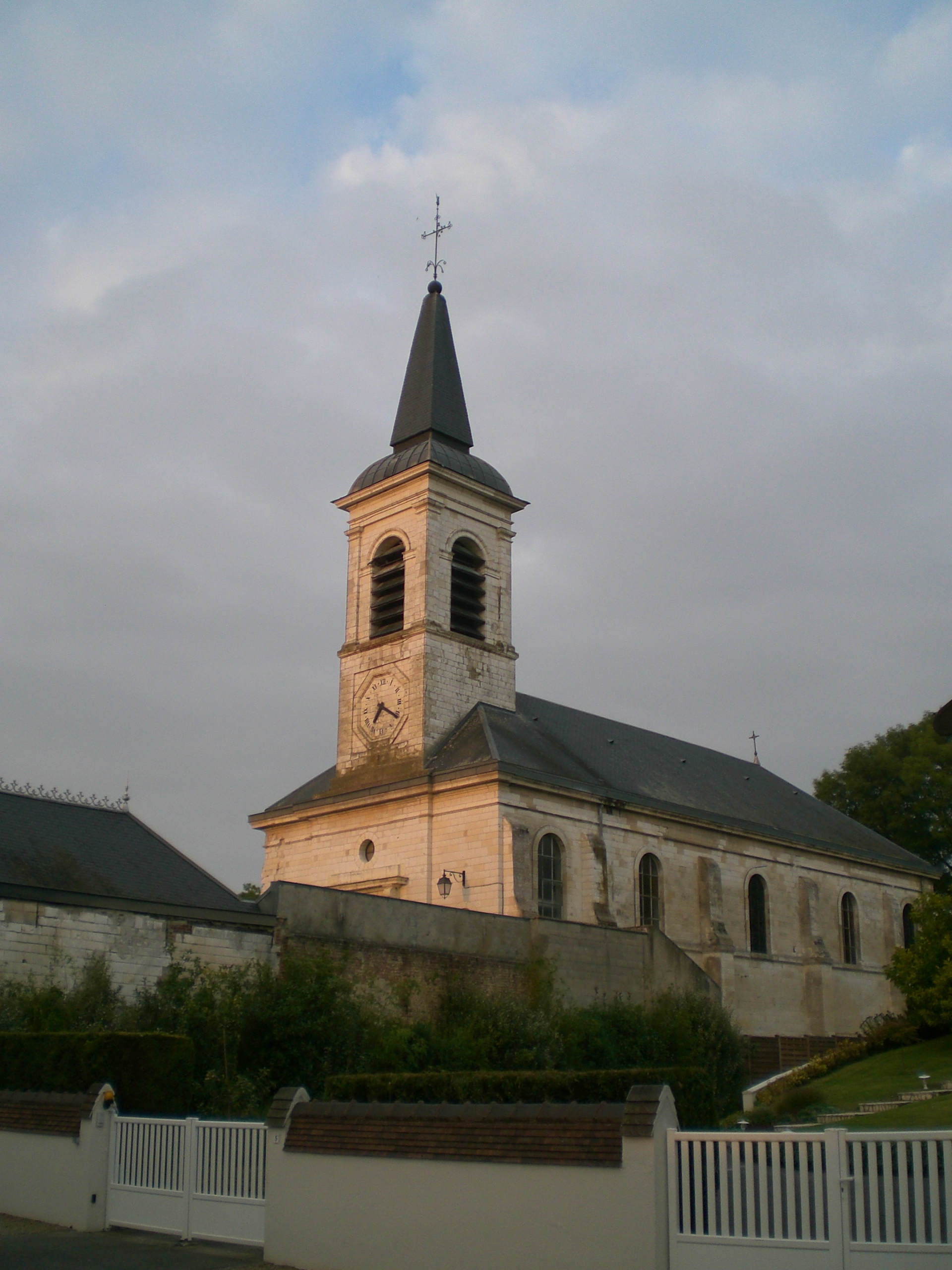
église Saint-Médard.
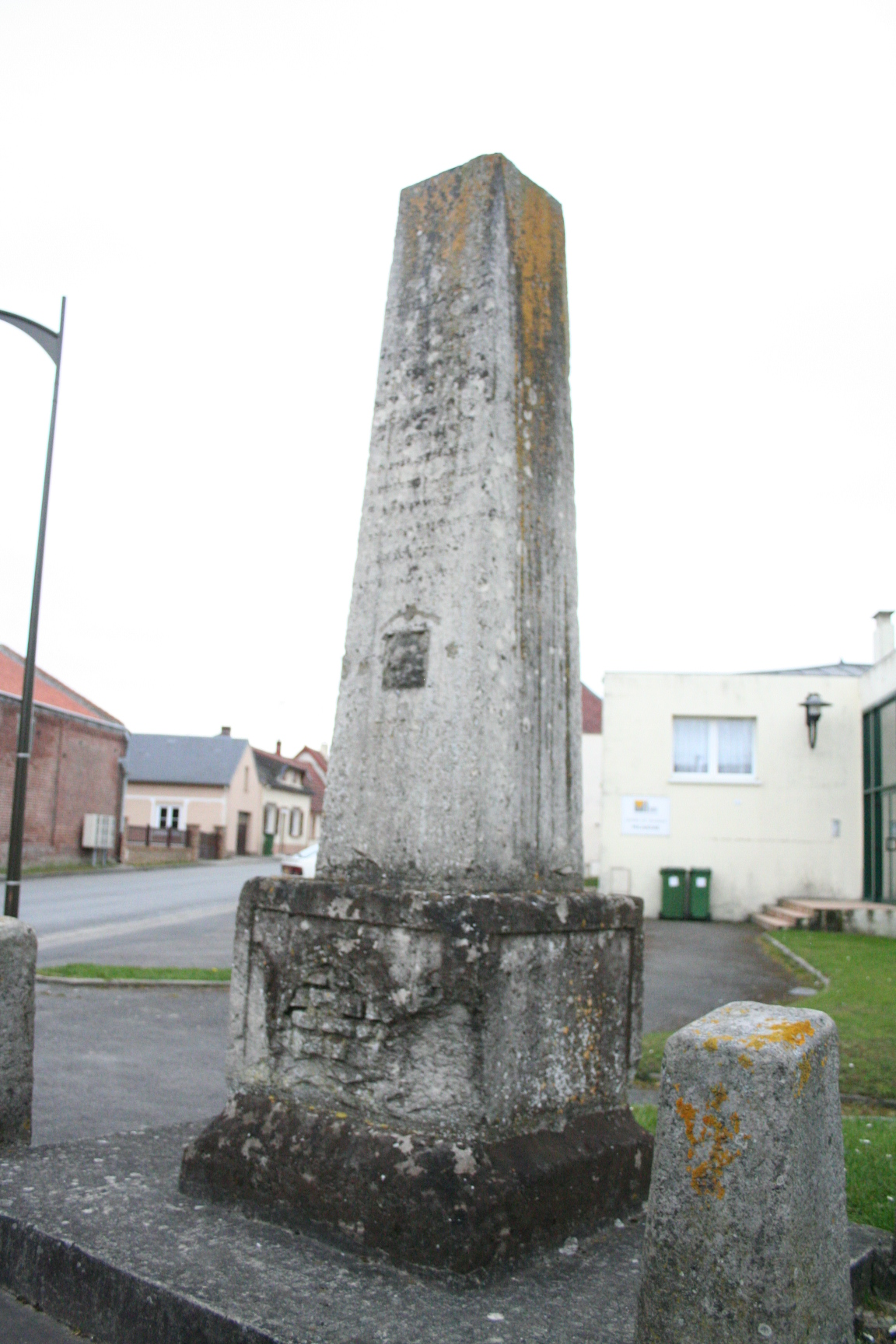
Monument à Éloi Morel.
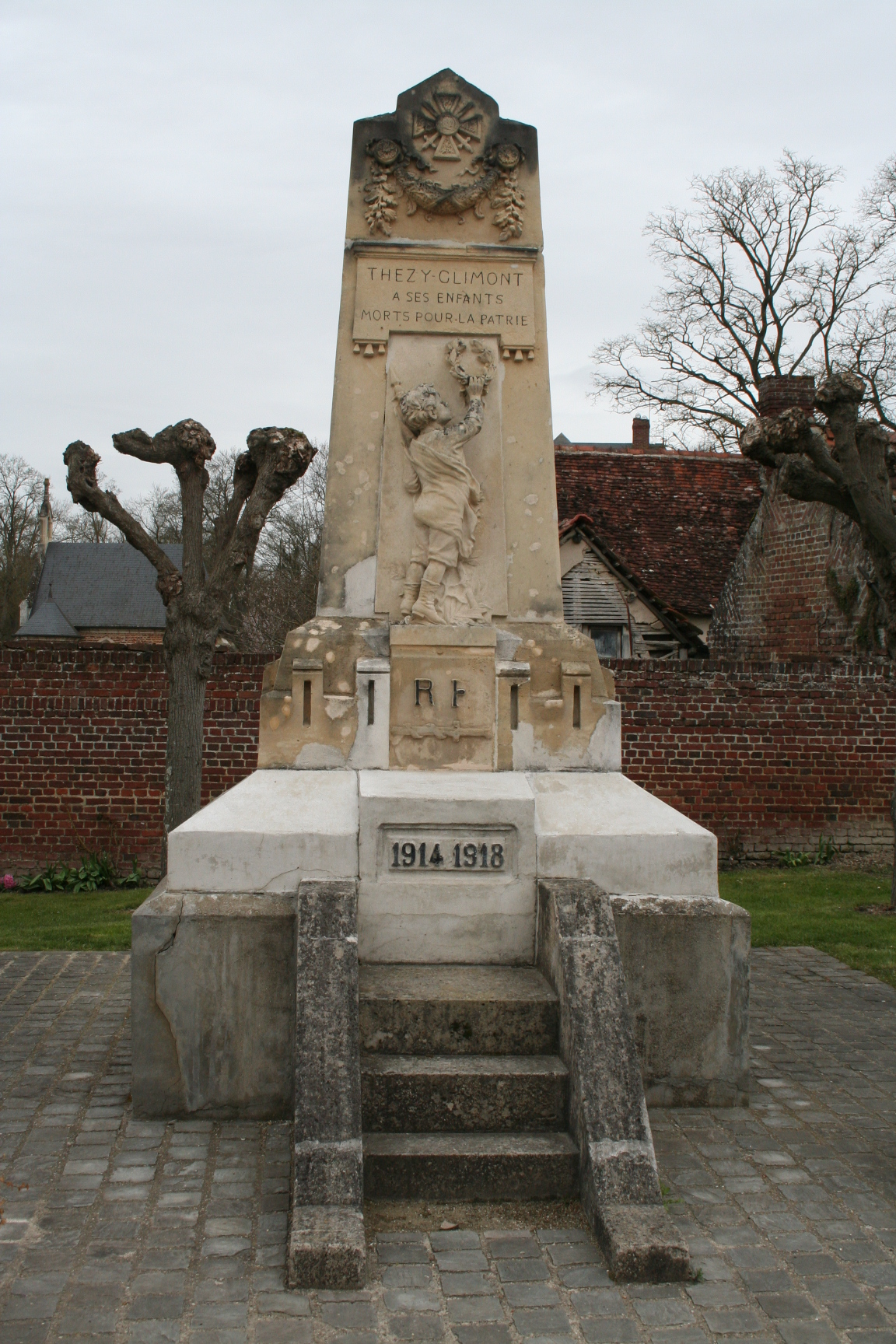
Monument aux morts.

#### Marais et prairies de Thézy-Glimont

Le marais et les prairies Thézy-Glimont, d'une superficie de 187 ha, sont situés entre les méandres de l'Avre entre Hailles et Fouencamps. Les marais communaux de Thézy-Glimont et de Hailles sont issus pour une part de l'ancienne exploitation de la tourbe.
Situé dans la vallée de l'Avre, le marais communal de Thézy-Glimont, d'une superficie de 36 ha, a gardé un caractère sauvage ; il abrite une diversité de milieux et plusieurs espèces animales et végétales à forte valeur patrimoniale. Son unique étang est alimenté exclusivement par des sources. Des tremblants tourbeux sont, par endroit, le support d'habitats tourbeux, souvent boisé.
Avec les marais de Boves, Fouencamps et du Paraclet, le marais de Thézy-Glimont fait partie de la Zone naturelle d'intérêt écologique, faunistique et floristique [ZNIEFF] continentale de type 1 (Identifiant national : 220 320 038).
L'intérêt écologique élevé du marais de Thézy-Glimont fait qu'il a été inscrit dans le périmètre du site Natura 2000 et du site Ramsar : Marais et tourbières des marais de de la Somme et de l'Avre.
- Faune :
  - Vertigo de Des Moulins,
  - Blongios nain,
  - Cordulie à corps fin...
- Flore :
  - Fougère des marais,
  - Hydrocotyle,
  - Laîche à fruits écailleux (carex),
  - Œnanthe de Lachenal,
  - Potamot coloré
  - Ricciocarpe nageant,
  - Utriculaire commune[42]...

### Personnalités liées à la commune
- Éloi Morel (1735-1809), né à Thézy-Glimont, inventeur du grand louchet à troube d'une longueur de 7 mètres. Cette invention permit d'extraire plus profondément la tourbe, de faire baisser le coût de l'extraction et de faire baisser le prix de vente de la tourbe[43]. Un monument à la mémoire d'Eloi Morel fut élevé en 1842 à Thézy-Glimont.
- Carlos Edmundo de Ory, poète espagnol, y a vécu et y est décédé le 11 novembre 2010 à 87 ans.